# 巴比內 (卡霍夫卡區)
47°24′23″N 34°3′2″E / 47.40639°N 34.05056°E
巴比内（烏克蘭語：Бабине）是位於烏克蘭南部的村莊，由赫爾松州卡霍夫卡區的上羅哈奇克市鎮負責管轄。該村面積1.79平方公里，海拔高度26米，2001年人口240，人口密度每平方公里134.3人。